# Partido Popular Alemán (1868-1910)
El Partido Popular Alemán (en alemán: Deutsche Volkspartei, abreviado DtVP) fue un partido político alemán de ideología liberal que existió durante la época del Imperio Alemán. 

## Historia
Fue creado en 1868 a partir de una escisión del Partido del Progreso Alemán (DFP), que durante el conflicto acerca de si la unificación de Alemania debía ser dirigida por el Reino de Prusia o Austria-Hungría apoyó a esta última. Es por esto que el partido gozaba de un apoyo más fuerte en el sur de Alemania. 
Inicialmente, los demócratas del sur de Alemania apoyaron la propuesta de una "Gran Alemania" como solución a la "cuestión alemana". Después de la creación del Imperio Alemán en 1871 bajo el liderazgo de Prusia, solución que excluía a Austria, el partido abogó por estructuras federalistas, y defendió los derechos de los estados del sur de Alemania contra el aumento de fortalecimiento del gobierno central en Berlín. Con insistencia, el partido exigía reformas democráticas, en particular, el fortalecimiento de la posición del Parlamento, que no tenía voz y voto en la formación del gobierno y no influía en las políticas del gobierno ya que el gobierno era nombrado y destituido por el emperador. En contraste con el Partido Nacional Liberal, el DtVP se opuso firmemente a la política de Otto von Bismarck sobre que llevó a la creación del Imperio Alemán. El Partido Popular Alemán fue también muy crítico con la fórmula de monarquía prusiano-alemana y abogó por la separación de la iglesia y el estado. Además, rechazó el Kulturkampf, así como las leyes anti-socialistas promulgadas por Bismarck.
El Partido Popular Alemán era la formación política que mantenía una postura más izquierdista entre los partidos no marxistas y el más cercano a la socialdemocracia. Fue de hecho el único partido liberal que cooperó con los socialdemócratas del SPD en el Reichstag. En el ámbito extraparlamentario, el DtVP contó con el apoyo que le brindó el diario liberal Frankfurter Zeitung, que desde sus editoriales se mostró cercano al partido.
En 1910 el partido se fusionó con el Freisinnige Volkspartei (FVp) y el Freisinnige Vereinigung (FrVgg) para formar el Partido Popular Progresista (Fortschrittliche Volkspartei, FVP). En contraste con el Partido Popular de 1868-1910, su sucesor durante la República de Weimar, el Partido Popular Alemán, era un partido monarquizante y en parte sucesor del Partido Nacional Liberal que había existido durante el Imperio Alemán.
La más influyente entre las organizaciones estatales del Partido Popular fue el Demokratische Volkspartei de Württemberg. Después de que el DtVP se disolviera en 1910, el partido mantuvo el nombre y continuó existiendo como la rama regional del FVP en Württemberg, y de hecho, todavía forma parte del Partido Democrático Liberal (FDP) en el actual land de Baden-Württemberg.

## Militancia
La mayoría de los miembros del partido eran artesanos, pequeños comerciantes, agricultores y empleados. Sin embargo, el liderazgo consistía en intelectuales de clase alta. Leopold Sonnemann (propietario del periódico Frankfurter Zeitung) y el abogado Friedrich von Payer ejercieron como presidentes. Un miembro notable tanto del Partido Popular Alemán como del Partido Popular Progresista y de su sucesor, el Partido Democrático Alemán, fue Ludwig Quidde, galardonado con el Premio Nobel de la Paz en 1927.